# Roberto Fornaciari
Roberto Fornaciari (Reggio Emilia, 23 dicembre 1963) è un vescovo cattolico italiano, dall'11 luglio 2023 vescovo di Tempio-Ampurias.

## Biografia
È nato a Reggio Emilia, città capoluogo di provincia e sede vescovile, il 23 dicembre 1963 da Angelo Fornaciari e Marisa Giaroli; ha tre sorelle.

### Formazione e ministero sacerdotale
Al termine degli studi tecnici, ancora laico ha iniziato gli studi teologici presso lo Studio teologico interdiocesano di Reggio Emilia, conseguendo il baccellierato nel 1989.
Dopo essere entrato nella Congregazione camaldolese dell'ordine di san Benedetto, ha emesso la prima professione il 7 ottobre 1989.
Ha proseguito gli studi presso la Pontificia Università Gregoriana di Roma, conseguendo nel 1992 la licenza in teologia dogmatica con una tesi su san Pier Damiani e nel 1994 quella in storia ecclesiastica. Esperto di storia e spiritualità monastica dell'età moderna e contemporanea e di storia degli ordini religiosi, è divenuto docente dell'Istituto superiore di Scienze religiose "Santa Caterina da Siena" di Firenze.
Il 4 gennaio 2000 è stato ordinato diacono, nel monastero di Camaldoli, dal vescovo Gualtiero Bassetti, mentre il 25 aprile 2001 è stato ordinato presbitero, nella chiesa di San Gregorio al Celio a Roma, dal cardinale Achille Silvestrini.
Dal 2003 al 2007 è stato docente incaricato di teologia della vita contemplativa all'Istituto teologico "Claretianum" di Roma. Nel 2007 consegue il dottorato in storia ecclesiastica presso la Pontificia Università Gregoriana. Dal 2008 insegna ecumenismo all'Istituto superiore di Scienze religiose "Beato Gregorio X" di Arezzo e nel 2009 ha iniziato il corso di storia del monachesimo e della vita consacrata in Toscana. È stato membro del consiglio direttivo del Centro Studi Avellaniti, oltre che del comitato di redazione della rivista "Egeria".
Ha pure ricoperto diversi incarichi all'interno della propria Congregazione come quella di economo e di vice-priore. È, inoltre, consultore storico del Dicastero delle cause dei santi.
Fino alla nomina episcopale ricopriva gli incarichi di priore della comunità del monastero di Camaldoli, di vicario episcopale della vita consacrata, di membro del consiglio episcopale e del collegio dei consultori della diocesi di Arezzo-Cortona-Sansepolcro.

### Ministero episcopale
L'11 luglio 2023 papa Francesco lo ha nominato vescovo di Tempio-Ampurias; è succeduto al vescovo Sebastiano Sanguinetti, dimessosi per raggiunti limiti d'età.
Il 16 settembre seguente ha ricevuto l'ordinazione episcopale, sul sagrato della chiesa di San Michele arcangelo ad Olbia, da Bernard-Nicolas Aubertin, arcivescovo emerito di Tours, co-consacranti Gian Franco Saba, arcivescovo metropolita di Sassari, e il suo predecessore Sebastiano Sanguinetti. Il giorno seguente ha preso possesso della diocesi, nella cattedrale di Tempio Pausania, mentre il 24 settembre ha fatto il suo ingresso nella concattedrale di Castelsardo.

## Genealogia episcopale
La genealogia episcopale è:
- Cardinale Guillaume d'Estouteville, O.S.B.Clun.
- Papa Sisto IV
- Papa Giulio II
- Cardinale Raffaele Riario
- Papa Leone X
- Papa Paolo III
- Cardinale Francesco Pisani
- Cardinale Alfonso Gesualdo
- Papa Clemente VIII
- Cardinale Pietro Aldobrandini
- Cardinale Laudivio Zacchia
- Cardinale Antonio Barberini, O.F.M.Cap.
- Cardinale Nicolò Guidi di Bagno
- Arcivescovo François de Harlay de Champvallon
- Cardinale Louis-Antoine de Noailles
- Vescovo Jean-François Salgues de Valderies de Lescure
- Arcivescovo Louis-Jacques Chapt de Rastignac
- Arcivescovo Christophe de Beaumont
- Cardinale César-Guillaume de La Luzerne
- Arcivescovo Gabriel Cortois de Pressigny
- Arcivescovo Hyacinthe-Louis de Quélen
- Vescovo Louis-Charles Féron
- Vescovo Pierre-Alfred Grimardias
- Cardinale Guillaume-Marie-Romain Sourrieu
- Cardinale Léon-Adolphe Amette
- Arcivescovo Benjamin-Octave Roland-Gosselin
- Cardinale Paul-Marie-André Richaud
- Cardinale Paul Joseph Marie Gouyon
- Arcivescovo Pierre Plateau
- Arcivescovo Bernard-Nicolas Aubertin, O.Cist.
- Vescovo Roberto Fornaciari, O.S.B.Cam.

## Opere
- Roberto Fornaciari, Le genealogie episcopali dei Vescovi di Reggio Emilia del secolo XX, Antiche Porte, 2014.
- Roberto Fornaciari e Matteo Ferrari, L'anno della misericordia. Il Giubileo Conciliare, Pazzini, 2016, ISBN 978-8862572347.
- Roberto Fornaciari, La soppressione ecclesiastica dei Cenobiti Camaldolesi. Cause ed effetti dell'azione del cardinale Raffaello Carlo Rossi e dell'abate Emanuele Caronti, Rubbettino, 2019, ISBN 978-8849855340.